# Delta County (Colorado)
Delta County je okres ve státě Colorado v USA. K roku 2000 zde žilo 27 834 obyvatel. Správním městem okresu je Delta. Celková rozloha okresu činí 2 975 km².